# (13133) Jandecleir
(13133) Jandecleir ist ein Asteroid des inneren Hauptgürtels, der am 10. August 1994 vom belgischen Astronomen Eric Walter Elst am La-Silla-Observatorium (IAU-Code 809) der Europäischen Südsternwarte in Chile entdeckt wurde.
Der Asteroid wurde am 29. August 2015 nach dem flämischen Schauspieler Jan Decleir (* 1946) benannt, der 1972 für seine Darstellung im Sozialdrama Daens für den Oscar nominiert wurde.